# エキソペプチダーゼ
エキソペプチダーゼ(Exopeptidase)は、末端アミノ酸のペプチド結合を分解するタンパク質分解ペプチダーゼである。
アミノペプチダーゼは、小腸の刷子縁に存在する酵素で、ペプチドのアミノ末端から１つのアミノ酸を切り出す。カルボキシペプチダーゼは、膵液に存在する消化酵素で、ペプチドのカルボキシ末端から１つのアミノ酸を切り出す。